# Upplands runinskrifter 1022
U 1022 är en vikingatida runsten av ljus granitgnejs i Storvreta, Ärentuna socken och Uppsala kommun. Runstenen omtalas för första gången på 1600-talet. Richard Dybeck lät resa upp stenen 1864 då den fallit omkull.
Stenen är 1,9 meter hög, 1,1 meter bred och ungefär 0,5 meter tjock. Ristningen består av en runslinga och ett kors däruti. Runornas höjd är 9 centimeter.

## Inskriften
Ristningen är grunt huggen och svårläst. Ornamentiken är inte särskilt väl utförd. Stenen i sig är inte särskilt lämplig för ristning då ytan är ojämn, vilket säkerligen har påverkat kvaliteten i ristningen.
Stenen är signerad Öpir, men det finns inget i själva ristningen utförande som tyder på att det är den kända ristaren som är konstnären. Ornamentiken stämmer inte med Öpirs övriga verk och inte runstilen heller. Att ristningen är osäkert gjord och grunt huggen talar också mot att det skulle vara Öpirs verk. Det är inte heller säkert att Öpir är en korrekt läsning eftersom ristningen är svårtydd.
Translitterering av runraden:
[ui]kn[i · a]uk · althrn · uk ailifr · akhun · runfriþ · litu · rita · stain · if(t)iʀ ilhu[tfa k]aþur · sin ub(i)(ʀ) [· r...st...] (r)(u)(a)[a]
Normalisering till runsvenska:
Vigi(?) ok Halfdan(?)/Eldiarn(?) ok Æilifʀ, Hakon, ʀunfriðr letu retta stæin æftiʀ Illuga(?), faður sinn. Øpiʀ r[i]st[i] runaʀ.
Översättning till nusvenska:
Vigi (?) ok Hal(f)dan (?) och Eliv, Håkon, Runfrid läto uppresa stenen till minne av Illuge (?) sin fader. Öpir ristade runorna.